# Étangs d'Ixelles
Ne doit pas être confondu avec Quartier des étangs.
Les étangs d'Ixelles (en néerlandais : Vijvers van Elsene) actuels sont les « vestiges » de quatre étangs naturels[réf. souhaitée], situés à Ixelles, commune de l'agglomération de Bruxelles, en Belgique.

## Les étangs
Sur le territoire d'Ixelles, on dénombrait à l'origine quatre étangs formés par le cours du Maelbeek. Le Grand Étang, partiellement asséché en 1860, qui couvrait la place Flagey, est l'actuel étang inférieur, les étangs Pennebroeck et Ghévaert furent réunis pour former l'étang supérieur et le Paddevijver, complètement asséché, devint l'esplanade de la Cambre, aujourd'hui dénommée square de la Croix-Rouge.
Ensemble, avec l'abbaye de la Cambre, ils représentaient un des sites les plus attrayants de l'agglomération bruxelloise.

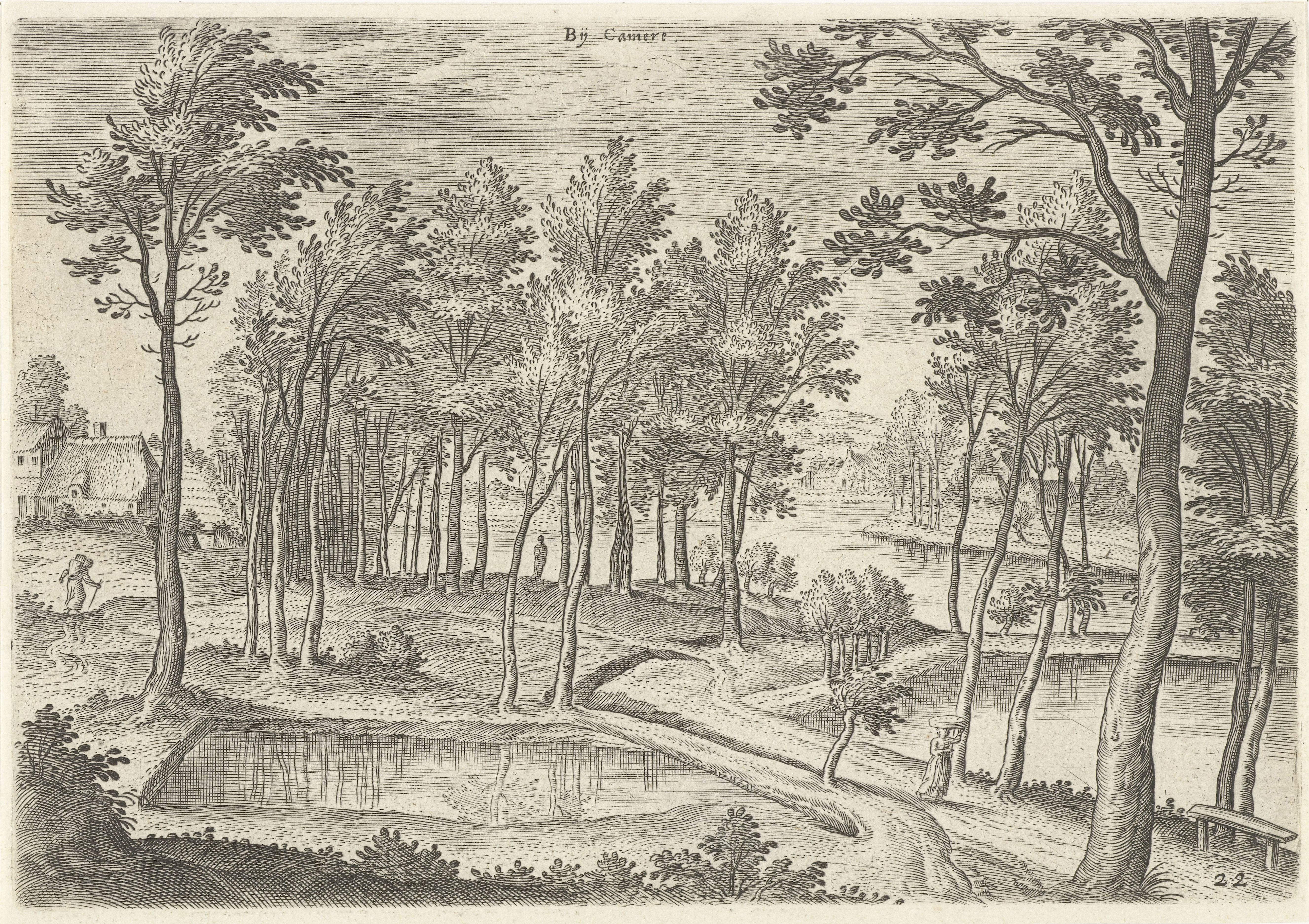
Gravure des viviers de la Cambre, Hans Collaert, Hans Bol, Jacob Grimmer, 1530 - 1580.

Les étangs d'Ixelles étaient une promenade charmante et pittoresque. Hymans, auteur du XXe siècle écrit : 

« Il y avait, au bord des eaux, des guinguettes, où la bière brabançonne arrosait la gaufre dorée, et qui durant les belles après-midi de congé du printemps et de l'été, retentissaient des refrains et des cris d'enfants. Là, sur la côte, s'étageait, au centre des tonnelles, la Maison Rouge. Autour des étangs où se balançaient des verdures aquatiques, couraient des sentiers, au coin desquels des fermes et des métairies, demeures rustiques, égarées aux portes d'une Capitale ouvraient leurs volets verts… »

Entre les deux étangs se trouve le monument des Ixellois morts au champ d'honneur.

Le site des étangs fut classé en 1976. Jusqu'au milieu du XVIIe siècle, les étangs servaient de vivier, de lavoir, de réserve d'eau alimentaire et de glace en hiver.
Les abords de la place Sainte-Croix comptaient encore en 1920 de nombreux cabarets. Au square de Biarritz subsistait une grande brasserie. La production de bière fut réglementée par Philippe Le Beau en 1503 qui interdit toute production à moins d'un mille des remparts. Ixelles fut contraint à abandonner sa production et c'est le quartier de Boondael qui en profita. Au fur et à mesure, la surveillance se relâcha et de nombreux établissements brassicoles clandestins s'étaient développés aux abords du Grand Étang en 1718. Les noms des rues en témoignent : rue de la levure, rue de la cuve, rue de la brasserie, rue du Serpentin.
Le plan général du quartier des Étangs fut conçu par Victor Besme. Ce plan impliqua le remodèlement des étangs et de nombreuses expropriations qui effacèrent rapidement le souvenir de l'ancien village champêtre. La bourgeoisie de l'époque investit rapidement les abords des étangs et les nouvelles rues avoisinantes en y faisant construire de nombreuses maisons de maître de style éclectique, Art nouveau et Art déco qui constituent aujourd'hui un important patrimoine.

## Panorama

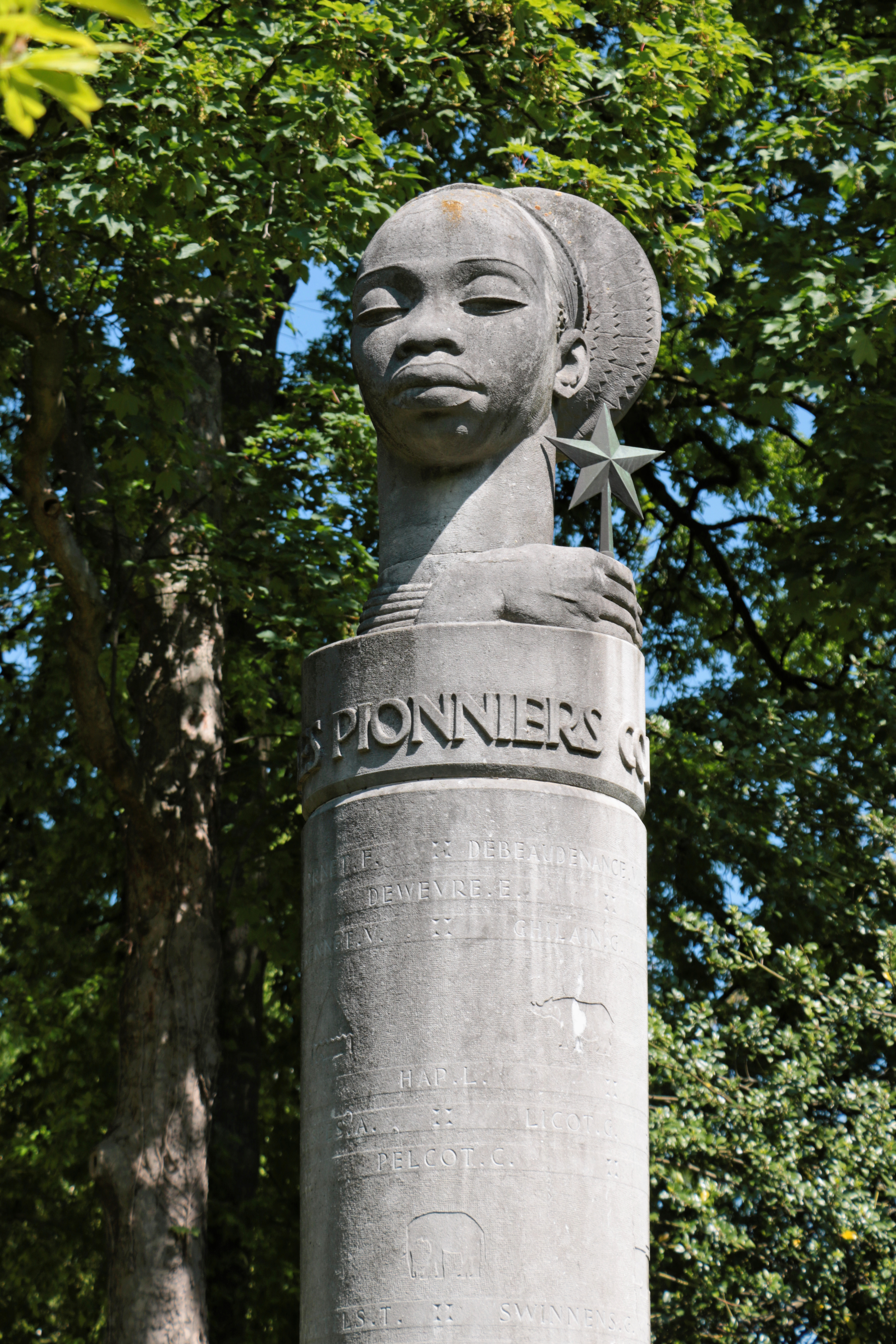
Monument aux pionniers coloniaux d'Ixelles.

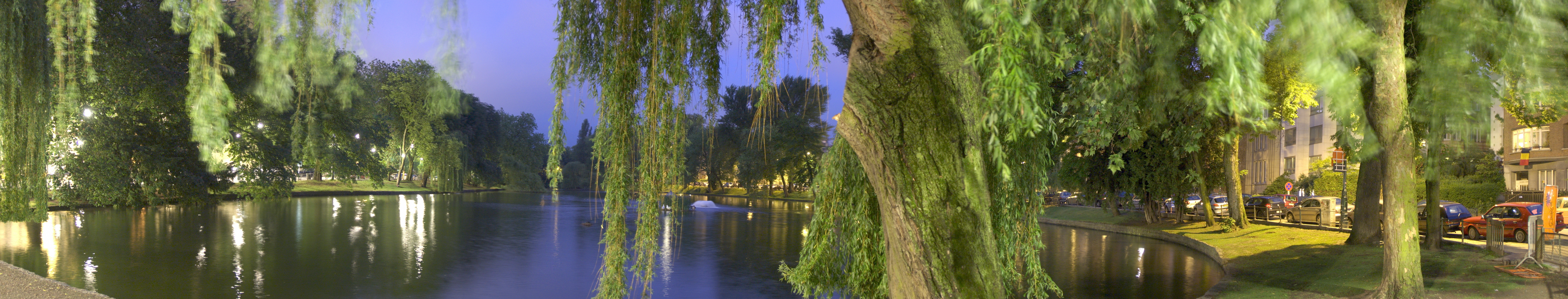
Vue de nuit des étangs d'Ixelles depuis la place Eugène Flagey.